# Бялкув (Жарський повіт)
Бялкув (пол. Białków, нім. Belkau, 1939-1945: Weißenfeld) — село в Польщі, у гміні Любсько Жарського повіту Любуського воєводства.
Населення — 325 осіб (2011).
У 1975-1998 роках село належало до Зеленогурського воєводства.

## Демографія
Демографічна структура станом на 31 березня 2011 року:
|          | Загалом | Допрацездатний вік | Працездатний вік | Постпрацездатний вік |
| -------- | ------- | ------------------ | ---------------- | -------------------- |
| Чоловіки | 148     | 29                 | 105              | 14                   |
| Жінки    | 177     | 49                 | 97               | 31                   |
| Разом    | 325     | 78                 | 202              | 45                   |